# آگوتی سیاه
آگوتی سیاه (نام علمی: Dasyprocta fuliginosa) نام یک گونه از سرده آگوتی است.